# Pamela Cartagena
Pamela Cartagena (ur. 5 lutego 1987) – portorykańska siatkarka, gra jako przyjmująca. 
Obecnie występuje w drużynie Pinkin de Corozal.